# 子序列极限
在数学中，序列的子序列极限是某个它的子序列的极限。它同于聚集点。
某个序列的所有子序列极限的集合的上确界叫做上极限，类似的，这种集合的下确界叫做下极限。详情参见上极限和下极限。
可以证明如果 (X,d) 是度量空间，并且有柯西序列使得有子序列收敛于某个 x，则这个序列也会聚于 x。